# Winthemia ikezakii
Winthemia ikezakii là một loài ruồi trong họ Tachinidae.